# Domenico De Vito
Domenico De Vito (Angri, 27 maggio 1927 – Angri, 7 gennaio 2014) è stato un calciatore italiano, di ruolo centrocampista o attaccante.

## Carriera
Centravanti e ala, inizia in Serie C con la Scafatese per poi giocare in Serie B dopo la vittoria del campionato da parte dei gialloblu nel 1946
Dopo un campionato di Serie B, passa al Livorno nel 1947 e esordendo in Serie A il 14 settembre di quell'anno in casa contro il Vicenza.
A Livorno gioca un campionato, e l'anno successivo torna in Campania alla Salernitana appena promossa in Serie A. Nel 1949 il Livorno lo cede in Serie B alla SPAL. Qui avrà modo di conoscere, facendo tandem d'attacco con lui, Giovanni Ciccarelli che rappresenterà la svolta della sua carriera. De Vito realizzerà 22 reti e Ciccarelli 17, la SPAL non verrà promossa ma il duo De Vito-Ciccarelli salirà in Serie A destinazione Triestina.
A Trieste resterà 3 stagioni nella massima serie - 2 in coppia con Ciccarelli. Torna poi a Ferrara, dove gioca due campionati. Nel 1955 passa in IV Serie alla Reggina.
Vinto il campionato, De Vito gioca altri 2 tornei di Serie C con la Reggina per tornare poi, nel 1958, a Scafati e chiudere di lì a poco con il calcio giocato e iniziando una lunga carriera di allenatore in squadre meridionali di Serie D e C e tra queste la Palmese e la Nuova Vibonese.
Nel 1969(?) ha allenato anche l'Angri.
In Serie A De Vito ha disputato 123 gare segnando 24 reti.

## Palmarès

### Club

#### Competizioni nazionali
- IV Serie: 1

Reggina: 1955-1956